# Кубок Англії з футболу 2024—2025
Кубок Англії з футболу 2024–2025 — 144-й розіграш найстарішого кубкового футбольного турніру у світі, Кубка виклику Футбольної Асоціації, також відомого як Кубок Англії.
Торішній володар Кубку Манчестер Юнайтед вибув у п'ятому раунді. Вперше в історії володарем титула став Крістал Пелес.

## Кваліфікаційні раунди
Усі клуби, що беруть участь у змаганнях, але не грають у Прем'єр-лізі або в Чемпіоншипі повинні пройти кваліфікаційні раунди.

## Перший раунд
На цій стадії турніру розпочинають грати клуби з Першої та Другої ліг.
У дужках вказаний дивізіон, у якому виступає клуб у поточному сезоні. Якщо уточнення відсутнє, клуб з першого дивізіону системи футбольних ліг Англії — Прем'єр-ліги
| Команда 1             | Рахунок      | Команда 2                |
| --------------------- | ------------ | ------------------------ |
| 1 листопада 2024      |              |                          |
| Ноттс Каунті (4)      | 5:1          | Альфретон Таун (6)       |
| Тамворт (5)           | 1:0          | Гаддерсфілд Таун (3)     |
| 2 листопада 2024      |              |                          |
| Барроу (4)            | 0:1          | Донкастер Роверз (4)     |
| Бреклі Таун (6)       | 0:0 пен. 5:4 | Брейнтрі Таун (5)        |
| Бредфорд Сіті (4)     | 3:1          | Олдершот Таун (5)        |
| Бристоль Роверз (3)   | 3:1 дч       | Вестон-сьюпер-Мейр (6)   |
| Бертон Альбіон (3)    | 1:0          | Скарборо Атлетік (6)     |
| Карлайл Юнайтед (4)   | 0:2 дч       | Віган Атлетік (3)        |
| Честерфілд (4)        | 3:1          | Горшем (7)               |
| Кру Александра (4)    | 0:1          | Дагенем енд Редбрідж (5) |
| Ексетер Сіті (3)      | 5:3          | Барнет (5)               |
| Джиллінгем (4)        | 0:2          | Блекпул (3)              |
| Грімсбі Таун (3)      | 0:1          | Велдстоун (5)            |
| Генсфорд Таун (8)     | 4:4 пен. 4:5 | Гейнсборо Триніті (7)    |
| Мейденгед Юнайтед (5) | 1:2 дч       | Кроулі Таун (3)          |
| Ньюпорт Каунті (4)    | 2:4          | Пітерборо Юнайтед (3)    |
| Порт Вейл (4)         | 1:3          | Барнслі (3)              |
| Редінг (3)            | 2:0          | Флітвуд Таун (4)         |
| Рочдейл (5)           | 3:4          | Бромлі (4)               |
| Ротергем Юнайтед (3)  | 1:3          | Челтнем Таун (4)         |
| Рашолл Олімпік (6)    | 0:2          | Аккрінгтон Стенлі (4)    |
| Солфорд Сіті (4)      | 2:1          | Шрусбері Таун (3)        |
| Соліхалл Мурс (5)     | 3:0          | Мейдстоун Юнайтед (6)    |
| Саутенд Юнайтед (5)   | 3:4 дч       | Чарльтон Атлетік (3)     |
| Стівенідж (3)         | 1:1 пен. 5:4 | Гайзлі (7)               |
| Стокпорт Каунті (3)   | 2:1 дч       | Форест Грін Роверз (5)   |
| Свіндон Таун (4)      | 2:1 дч       | Колчестер Юнайтед (4)    |
| Тонбрідж Ейнджелс (6) | 1:4          | Гарборо Таун (7)         |
| Транмер Роверз (4)    | 1:2          | Олдем Атлетік (5)        |
| Волсолл (4)           | 2:1          | Болтон Вондерерз (3)     |
| Вокінг (5)            | 0:1          | Кембридж Юнайтед (3)     |
| Вортінг (6)           | 0:2          | Моркем (4)               |
| Віком Вондерерз (3)   | 3:2          | Йорк Сіті (5)            |
| Нортгемптон Таун (3)  | 1:2 дч       | Кеттерінг Таун (7)       |
| 3 листопада 2024      |              |                          |
| Мілтон-Кінз Донз (4)  | 0:2          | Вімблдон (4)             |
| Саттон Юнайтед (5)    | 0:1          | Бірмінгем Сіті (3)       |
| Борем Вуд (6)         | 2:2 пен. 1:3 | Лейтон Орієнт (3)        |
| Керзон Аштон (6)      | 0:4          | Менсфілд Таун (3)        |
| Гаррогейт Таун (4)    | 1:0          | Рексем (3)               |
| 4 листопада 2024      |              |                          |
| Чешем Юнайтед (6)     | 0:4          | Лінкольн Сіті (3)        |

## Другий раунд
| Команда 1             | Рахунок      | Команда 2                |
| --------------------- | ------------ | ------------------------ |
| 29 листопада 2024     |              |                          |
| Гаррогейт Таун (4)    | 1:0          | Гейнсборо Триніті (7)    |
| 30 листопада 2024     |              |                          |
| Аккрінгтон Стенлі (4) | 2:2 пен. 4:1 | Свіндон Таун (4)         |
| Вімблдон (4)          | 1:2          | Дагенем енд Редбрідж (5) |
| Барнслі (3)           | 0:0 пен. 3:4 | Бристоль Роверз (3)      |
| Кембридж Юнайтед (3)  | 1:2 дч       | Віган Атлетік (3)        |
| Кроулі Таун (3)       | 3:4          | Лінкольн Сіті (3)        |
| Ексетер Сіті (3)      | 2:0          | Честерфілд (4)           |
| Лейтон Орієнт (3)     | 2:1 дч       | Олдем Атлетік (5)        |
| Моркем (4)            | 1:0          | Бредфорд Сіті (4)        |
| Пітерборо Юнайтед (3) | 4:3          | Ноттс Каунті (4)         |
| Солфорд Сіті (4)      | 2:0          | Челтнем Таун (4)         |
| Стівенідж (3)         | 0:1          | Менсфілд Таун (3)        |
| Стокпорт Каунті (3)   | 3:1          | Бреклі Таун (6)          |
| Волсолл (4)           | 0:4          | Чарльтон Атлетік (3)     |
| Велдстоун (5)         | 0:2          | Віком Вондерерз (3)      |
| 1 грудня 2024         |              |                          |
| Кеттерінг Таун (7)    | 1:2 дч       | Донкастер Роверз (4)     |
| Блекпул (3)           | 1:2          | Бірмінгем Сіті (3)       |
| Бертон Альбіон (3)    | 1:1 пен. 3:4 | Тамворт (5)              |
| Редінг (3)            | 5:3 дч       | Гарборо Таун (7)         |
| Соліхалл Мурс (5)     | 1:2          | Бромлі (4)               |

## Третій раунд
| Команда 1            | Рахунок      | Команда 2                |
| -------------------- | ------------ | ------------------------ |
| 9 січня 2025         |              |                          |
| Шеффілд Юнайтед (2)  | 0:1          | Кардіфф Сіті (2)         |
| Евертон              | 2:0          | Пітерборо Юнайтед (3)    |
| Фулгем               | 4:1          | Вотфорд (2)              |
| 10 січня 2025        |              |                          |
| Віком Вондерерз (3)  | 2:0          | Портсмут (2)             |
| Астон Вілла          | 2:1          | Вест Гем Юнайтед         |
| 11 січня 2025        |              |                          |
| Бірмінгем Сіті (3)   | 2:1          | Лінкольн Сіті (3)        |
| Бристоль Сіті (2)    | 1:2          | Вулвергемптон Вондерерз  |
| Мідлсбро (2)         | 0:1          | Блекберн Роверз (2)      |
| Ліверпуль            | 4:0          | Аккрінгтон Стенлі (4)    |
| Лестер Сіті          | 6:2          | Квінз Парк Рейнджерс (2) |
| Борнмут              | 5:1          | Вест-Бромвіч Альбіон (2) |
| Брентфорд            | 0:1          | Плімут Аргайл (2)        |
| Челсі                | 5:0          | Моркем (4)               |
| Ексетер Сіті (3)     | 3:1          | Оксфорд Юнайтед (2)      |
| Норвіч Сіті (2)      | 0:4          | Брайтон енд Гоув Альбіон |
| Ноттінгем Форест     | 2:0          | Лутон Таун (2)           |
| Редінг (3)           | 1:3 дч       | Бернлі (2)               |
| Сандерленд (2)       | 1:2 дч       | Сток Сіті (2)            |
| Лідс Юнайтед (2)     | 1:0          | Гаррогейт Таун (4)       |
| Манчестер Сіті       | 8:0          | Солфорд Сіті (4)         |
| Ковентрі Сіті (2)    | 1:1 пен. 4:3 | Шеффілд Венсдей (2)      |
| 12 січня 2025        |              |                          |
| Галл Сіті (2)        | 1:1 пен. 4:5 | Донкастер Роверз (4)     |
| Тамворт (5)          | 0:3 дч       | Тоттенгем Готспур        |
| Арсенал              | 1:1 пен. 3:5 | Манчестер Юнайтед        |
| Крістал Пелес        | 1:0          | Стокпорт Каунті (3)      |
| Іпсвіч Таун          | 3:0          | Бристоль Роверз (3)      |
| Ньюкасл Юнайтед      | 3:1          | Бромлі (4)               |
| Саутгемптон          | 3:0          | Суонсі Сіті (2)          |
| 13 січня 2025        |              |                          |
| Міллволл (2)         | 3:0          | Дагенем енд Редбрідж (5) |
| 14 січня 2025        |              |                          |
| Лейтон Орієнт (3)    | 1:1 пен. 6:5 | Дербі Каунті (2)         |
| Менсфілд Таун (3)    | 0:2          | Віган Атлетік (3)        |
| Престон Норт-Енд (2) | 2:1          | Чарльтон Атлетік (3)     |

## Четвертий раунд
| Команда 1                | Рахунок      | Команда 2               |
| ------------------------ | ------------ | ----------------------- |
| 7 лютого 2025            |              |                         |
| Манчестер Юнайтед        | 2:1          | Лестер Сіті             |
| 8 лютого 2025            |              |                         |
| Лідс Юнайтед (2)         | 0:2          | Міллволл (2)            |
| Лейтон Орієнт (3)        | 1:2          | Манчестер Сіті          |
| Ковентрі Сіті (2)        | 1:4          | Іпсвіч Таун             |
| Евертон                  | 0:2          | Борнмут                 |
| Престон Норт-Енд (2)     | 0:0 пен. 4:2 | Віком Вондерерз (3)     |
| Саутгемптон              | 0:1          | Бернлі (2)              |
| Сток Сіті (2)            | 3:3 пен. 2:4 | Кардіфф Сіті (2)        |
| Віган Атлетік (3)        | 1:2          | Фулгем                  |
| Бірмінгем Сіті (3)       | 2:3          | Ньюкасл Юнайтед         |
| Брайтон енд Гоув Альбіон | 2:1          | Челсі                   |
| 9 лютого 2025            |              |                         |
| Блекберн Роверз (2)      | 0:2          | Вулвергемптон Вондерерз |
| Плімут Аргайл (2)        | 1:0          | Ліверпуль               |
| Астон Вілла              | 2:1          | Тоттенгем Готспур       |
| 10 лютого 2025           |              |                         |
| Донкастер Роверз (4)     | 0:2          | Крістал Пелес           |
| 11 лютого 2025           |              |                         |
| Ексетер Сіті (3)         | 2:2 пен. 2:4 | Ноттінгем Форест        |

## П'ятий раунд
| Команда 1            | Рахунок      | Команда 2                |
| -------------------- | ------------ | ------------------------ |
| 28 лютого 2025       |              |                          |
| Астон Вілла          | 2:0          | Кардіфф Сіті (2)         |
| 1 березня 2025       |              |                          |
| Крістал Пелес        | 3:1          | Міллволл (2)             |
| Престон Норт-Енд (2) | 3:0          | Бернлі (2)               |
| Борнмут              | 1:1 пен. 5:4 | Вулвергемптон Вондерерз  |
| Манчестер Сіті       | 3:1          | Плімут Аргайл (2)        |
| 2 березня 2025       |              |                          |
| Манчестер Юнайтед    | 1:1 пен. 3:4 | Фулгем                   |
| Ньюкасл Юнайтед      | 1:2 дч       | Брайтон енд Гоув Альбіон |
| 3 березня 2025       |              |                          |
| Ноттінгем Форест     | 1:1 пен. 5:4 | Іпсвіч Таун              |

## Шостий раунд
| Команда 1                | Рахунок      | Команда 2        |
| ------------------------ | ------------ | ---------------- |
| 29 березня 2025          |              |                  |
| Фулгем                   | 0:3          | Крістал Пелес    |
| Брайтон енд Гоув Альбіон | 0:0 пен. 3:4 | Ноттінгем Форест |
| 30 березня 2025          |              |                  |
| Борнмут                  | 1:2          | Манчестер Сіті   |
| Престон Норт-Енд (2)     | 0:3          | Астон Вілла      |

## Півфінали
| Команда 1        | Рахунок | Команда 2      |
| ---------------- | ------- | -------------- |
| 26 квітня 2025   |         |                |
| Крістал Пелес    | 3:0     | Астон Вілла    |
| 27 квітня 2025   |         |                |
| Ноттінгем Форест | 0:2     | Манчестер Сіті |

## Фінал
| 17 травня 2025 18:30 EEST |

| Крістал Пелес | 1:0      | Манчестер Сіті |
| ------------- | -------- | -------------- |
| Езе 16'       | Протокол |                |

| «Вемблі», Лондон Глядачів: 84 163 Арбітр: Стюарт Аттвелл |